# سديم الشرنقة
سديم الشرنقة أو IC 5146  (بالإنجليزية: Cocoon Nebula) هو سديم فلكي ذو تجمع نجمي مفتوح ويرى في اتجاه كوكبة الدجاجة. يسمى هذا التجمع النجمي أيضا
Collinder 470. في كتالوج كالدويل يسجل السديم تحت رقم:كالدويل 19.
يبلغ اتساع السديم نحو 10 دقيقة قوسية ويبعد عن الأرض نحو 3000 سنة ضوئية؛ وبهذا يبلغ اتساعه الفيزيائ نحو 10 سنوات ضوئية.
السديم عبارة عن منطقة نشأة نجوم جديدة وفيه منطقة هيدروجين II حيث يوجد فيها ذرات هيدروجين متأينة؛ كما يوجد في IC 5146 أيضا أجزاء تصدر الضوء، أجزاء تعكس الضوء وأجزاء تمتص الضوء ولهذا فهي تشكل تلك الأخيرة سحبا سوداء.
ويبدو السديم أي سي 5146 من الأرض عند الطرف الشرقي لسحابة مظلمة تسمى برنارد 168 ويشكل معها سويا جزءا من سحابة جزيئية طويلة بالغة الامتداد. ويوجد غرب هذا السيم سديم عاكس يسمى vdB 147, وربما كان هو الآخر من ضمن تلك المجموعة.
تجري في داخل السحابة الجزيئية عمليات نشأة نجوم جديدة وتؤدي إلى تشكيل هذا التجمع النجمي المفتوح؛ وهو يسمى Collinder 470 . يبلغ لمعان كوللايدر 470 2و7 قدر ظاهري ويقدر عمره بعدة مئات آلاف السنين فقط. هذا التجمع النجمي - عدد نجومه نحو 100 نجم - ، وعلى الأخص النجم الموجود في وسطه BD +46° 3474 (نوع B0 V, 10  قدر ظاهري) فهو السبب في تأين السديم ويجعلها مضيئة. يعمل التجمع النجمي النشيط هذا على إزاحة الغبار والغاز من داخل السحابة الجزيئية مما يتيح رؤية داخلها للراصدين.
اكتشف سديم الشرنقة على لوح فوتوغرافي أثناء قيام الباحث الفلكي «إدوارد برنارد» بتصوير هذا الجزء من السماء في يوم 11 أكتوبر 1893 . وبعد ذلك اكتشفه «ماكس وولف» أيضا دون علمه بأنه قد اكتشف فعلا، وكان ذلك بتاؤيخ 28 يوليو 1894.

## صور

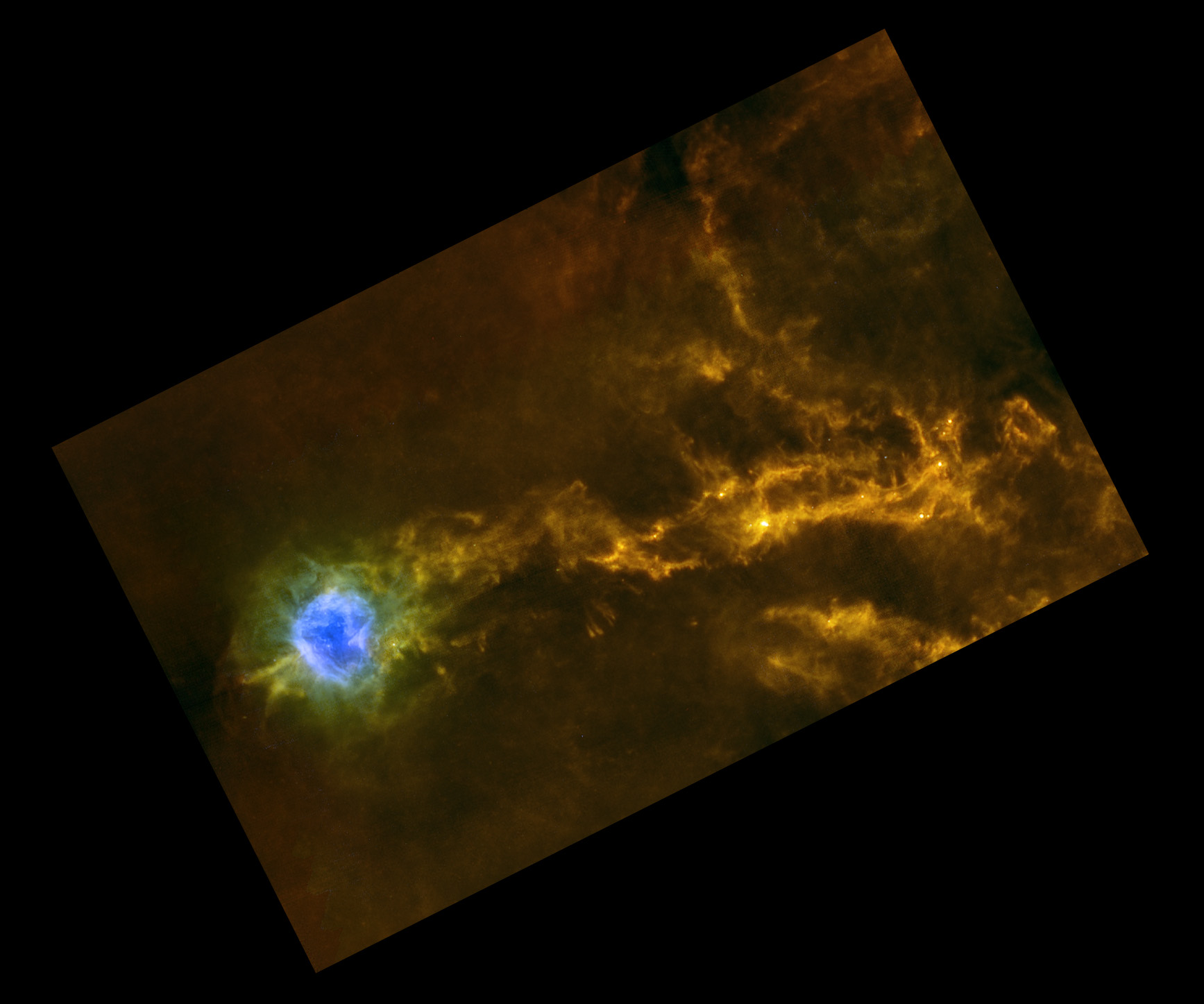
صورة من تلسكوب هيرشل الفضائي
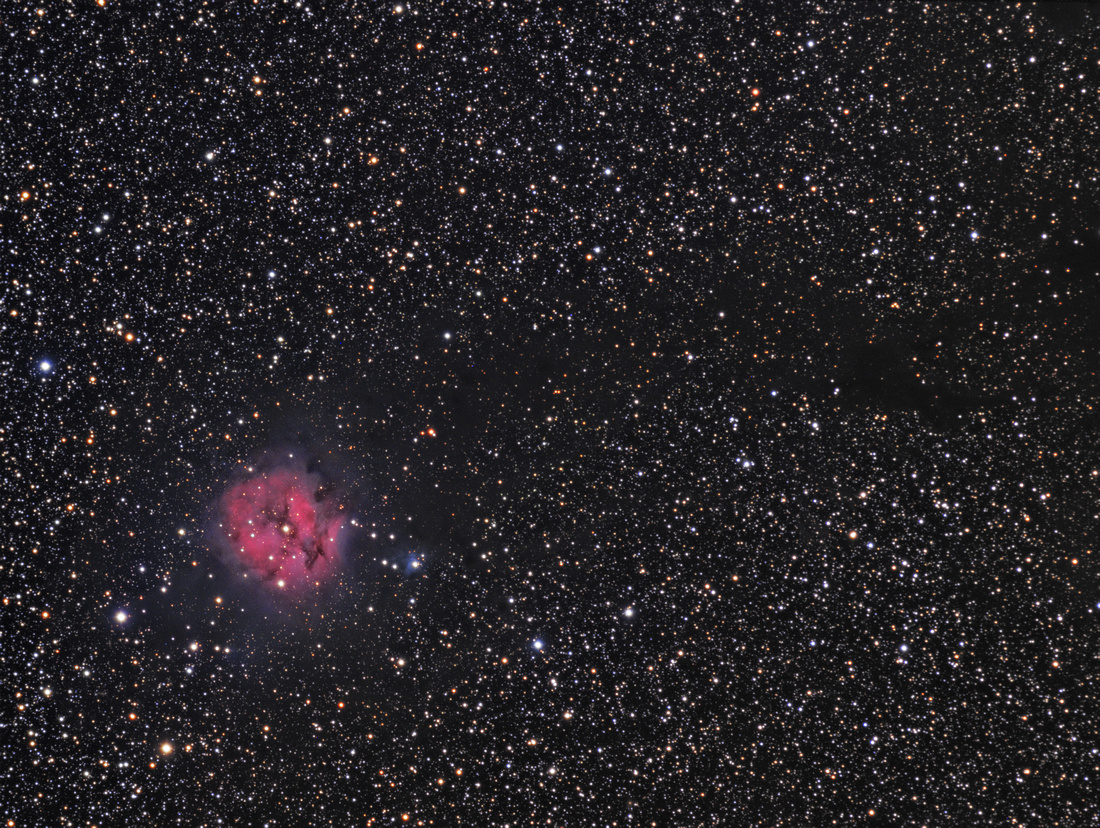
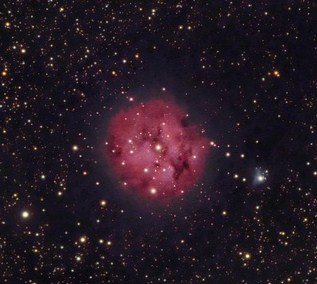

## اقرأ أيضا
- إم 1-92
- إن59إيه
- سحابة سي بي 230

## وصلات خارجية
- SEDS – IC 5146
- Simbad – IC 5146
- NED – IC 5146
- IC5146
- Sharpless Catalog 125
- سديم الشرنقة على موقع ويكي سكاي: DSS2, SDSS, GALEX, IRAS, Hydrogen α, X-Ray, Astrophoto, Sky Map, Articles and images